# Lionel Nathan de Rothschild
Lionel Nathan de Rothschild (London, 25. siječnja 1882. – London, 28. siječnja 1942.), britanski bankar i konzervativni političar iz bogate židovske obitelji Rothschilda.
Rodio se kao najstariji od trojice sinova u obitelji Leopolda de Rothschilda (1845. – 1917.) i Marie Perugia (1862. – 1937.). Godine 1910. izabran je u Donji dom britanskog parlamenta kao zastupnik Aylesburyja u Buckinghamshireu te je do 1923. godine bio zastupnik u parlamentu.
Godine 1912. oženio je Marie Louise Eugénie Beer (1892. – 1975.), sestru Gabrielle Nelly de Rothschild, koja se udala za Roberta de Rothschilda (1880. – 1946.), sina baruna Gustavea de Rothschilda (1829. – 1911.) i barunice Cécile Anspach (1840. – 1912.) iz francuske loze Rothschildovih. S njom je imao četvero djece:
- Rosemary Leonora Ruth (1913. – 2013.)
- Edmund Leopold (1916. – 2009.)
- Naomi Luisa Nina (1920. – 2007.)
- Leopold David (1927. – 2012.)

Po izbijanju Prvog svjetskog rata 1914. godine, njegova braća Evelyn Achille de Rothschild (1886. – 1917.) i Anthony Gustav de Rothschild (1887. – 1961.) pristupila su Britanskoj kopnenoj vojsci, dok je on, kao najstariji sin i nasljednik, imao obavezu voditi obiteljski posao. Vodio je židovski regrutacijski centar, zajedno s Edmundom Sebagom-Montefioreom te je bio promoviran iz satnika u bojnika. Godine 1917. osnovao je i vodio anticionističku Ligu britanskih Židova. Obojica braće bila su mu ranjena na bojištu, a Evelyn Achille je preminuo 1917. godine od posljedica ranjavanja. Lionel Nathan je umirovljen iz vojne službe 1921. godine.
Budući da su mu otac i brat Evelyn Achille preminuli 1917. godine, nakon završetka rata 1918. godine, partneri u banci postali su Lionel Nathan i njegov najmlađi brat Anthony Gustav. Međutim, Lionel je imao i drugi interes, hortikulturu te je kupio 1919. godine imanje Mitford u Exburyju u Hampshireu, gdje je uredio jedan od najljepših i najpoznatijih vrtova u Engleskoj. Godine 1923. postao je stariji partner u obiteljskoj banci N M Rothschild & Sons.